# The Vagabond King
The Vagabond King (bra: Rei Vagabundo ou O Rei Vagabundo) é um filme estadunidense de 1930, do gênero musical, dirigido por Ludwig Berger, com roteiro baseado na opereta homônima de Brian Hooker, por sua vez uma adaptação da peça teatral If I Were King, de Justin Huntly McCarthy, encenada com sucesso em 1901..
Este primeiro filme sonoro em Technicolor da Paramount Pictures conta as aventuras do poeta François Villon na França do século 15. 

## Sinopse
O trovador renegado François Villon é preso e condenado à forca por escrever versos insultuosos contra o rei Luís 11. Este, no entanto, deseja atrair os camponeses para sua guerra contra os burgúndios e declara François rei por um dia. O poeta terá, então, esse prazo para vencer os inimigos do reino e conquistar o coração da nobre Katherine.

## Elenco
| Ator/Atriz         | Personagem             |
| ------------------ | ---------------------- |
| Dennis King        | François Villon        |
| Jeanette MacDonald | Katherine de Vaucelles |
| O.P. Heggie        | Rei Luís 11            |
| Lilian Roth        | Huguette               |
| Warner Oland       | Thibault               |
| Arthur Stone       | Barbeiro Oliver        |
| Thomas Ricketts    | Astrólogo              |
| Lawford Davidson   | Tristan                |

## Principais prêmios e indicações
| Prêmio            | Categoria       | Resultado                   |
| ----------------- | --------------- | --------------------------- |
| Oscar (1929-1930) | Direção de arte | Indicado[carece de fontes?] |